# Мирца
Мирца су насељено место у саставу града Супетра, на острву Брачу, Сплитско-далматинска жупанија, Република Хрватска.

## Географија
Насаље се налази на цести према Сутивану, од којег је удаљено 3 км и има 321 становника. Име Мирца долази од лат. murus, што значи зид. Место се најпре развијало у јужном делу, даље од мора и увучено у само острво, због заштите од гусара. Тек у скорије време гдаре се куће уз море.
Мирца има увалу са плажом и молом рибарском лучицом. У будућности је планирана изградња наутичке марине.
Заштитница насеља је Госпа Мирашка.

## Историја
До територијалне реорганизације у Хрватској налазила су се у саставу старе општине Брач.

## Становништво
На попису становништва 2011. године, Мирца су имала 321 становника.
| Број становника по пописима | Број становника по пописима | Број становника по пописима | Број становника по пописима | Број становника по пописима | Број становника по пописима | Број становника по пописима | Број становника по пописима | Број становника по пописима | Број становника по пописима | Број становника по пописима | Број становника по пописима | Број становника по пописима | Број становника по пописима | Број становника по пописима | Број становника по пописима |
| --------------------------- | --------------------------- | --------------------------- | --------------------------- | --------------------------- | --------------------------- | --------------------------- | --------------------------- | --------------------------- | --------------------------- | --------------------------- | --------------------------- | --------------------------- | --------------------------- | --------------------------- | --------------------------- |
| 1857                        | 1869                        | 1880                        | 1890                        | 1900                        | 1910                        | 1921                        | 1931                        | 1948                        | 1953                        | 1961                        | 1971                        | 1981                        | 1991                        | 2001                        | 2011                        |
| 391                         | 479                         | 462                         | 463                         | 485                         | 493                         | 0                           | 464                         | 443                         | 475                         | 415                         | 340                         | 300                         | 298                         | 306                         | 321                         |

Напомена: До 1981. исказивано под именом Мирце. У 1921. подаци су садржани у насељу Супетар.

### Попис1991.
На попису становништва 1991. године, насељено место Мирца је имало 298 становника, следећег националног састава:
| Попис 1991.‍  | Попис 1991.‍  | Попис 1991.‍ | Попис 1991.‍ | Попис 1991.‍ |
| ------------ | ------------ | ----------- | ----------- | ----------- |
|              |              |             |             |             |
| Хрвати       | Хрвати       |             | 294         | 98,65%      |
| Италијани    | Италијани    |             | 1           | 0,33%       |
| Срби         | Срби         |             | 1           | 0,33%       |
| регион. опр. | регион. опр. |             | 1           | 0,33%       |
| непознато    | непознато    |             | 1           | 0,33%       |
| укупно: 298  |              |             |             |             |